# Pissos
 Pissos  (en occitano Pissòs) es una población y comuna francesa, situada en la región de Aquitania, departamento de Landas, en el distrito de Mont-de-Marsan. Es el chef-lieu y mayor población del cantón de Pissos.

## Demografía
| 1002 | 908 | 809 | 834 | 970 | 1097 |
| Para los censos de 1962 a 1999 la población legal corresponde a la población sin duplicidades (Fuente: INSEE [Consultar]) |     |     |     |     |      |